# Kulturstaatlichkeit
Kulturstaatlichkeit ist ein Beispiel für ein Staatsziel. Es bedeutet, dass der Staat die kulturellen Einrichtungen, die Kunst, die wissenschaftliche Forschung und Lehre, die Bildung und die künstlerische Betätigung schützt und fördert.
Der preußische Staat hat seit dem Jahr 1817 mit der Einrichtung eines Kulturministeriums (Ministerium der Geistlichen, Unterrichts- und Medizinal-Angelegenheiten) – eines der frühesten seiner Art in Europa – neben der Verwaltung auch die Förderung von Kultur in ihren damaligen Hauptbereichen Unterricht (Schulen und Universitäten), Wissenschaften (Akademien) und Künste mehr und mehr als eine eigene Aufgabe erkannt und realisiert. Aufgrund seiner damals auch international beachteten Leistungen in der Schul-, Wissenschafts- und Kunstpolitik war Preußen bis zum Jahr 1933 zunehmend von einer hohen Kulturstaatlichkeit geprägt.
Die Bundesrepublik Deutschland hat den Schutz und die Förderung der Kultur in ihrem Grundgesetz bislang nicht verankert. Die Enquête-Kommission „Kultur in Deutschland“ empfahl im Juni 2005 dem Deutschen Bundestag in ihrem Zwischenbericht die Aufnahme des Staatsziels Kultur in das Grundgesetz. Danach soll dieses um einen zusätzlichen Artikel 20b mit dem Wortlaut „Der Staat schützt und fördert die Kultur“ ergänzt werden.
Allerdings hat der Erste Senat des Bundesverfassungsgerichts bereits in einem Urteil vom 5. März 1974 festgestellt, dass Art. 5 Abs. 3 GG „ein Freiheitsrecht für alle Kunstschaffenden und alle an der Darbietung und Verbreitung von Kunstwerken Beteiligten“ enthalte, „das sie vor Eingriffen der öffentlichen Gewalt in den künstlerischen Bereich schützt. Die Verfassungsnorm hat aber nicht nur diese negative Bedeutung. Als objektive Wertentscheidung für die Freiheit der Kunst stellt sie dem modernen Staat, der sich im Sinne einer Staatszielbestimmung auch als Kulturstaat versteht, zugleich die Aufgabe, ein freiheitliches Kunstleben zu erhalten und zu fördern.“